# (254299) Shambleau
(254299) Shambleau est un astéroïde de la ceinture principale.

## Description
(254299) Shambleau est un astéroïde de la ceinture principale. Il fut découvert par Bernard Christophe le 15 septembre 2004 à l'observatoire de Saint-Sulpice. Il présente une orbite caractérisée par un demi-grand axe de 3,06 UA, une excentricité de 0,136 et une inclinaison de 0,881° par rapport à l'écliptique.
Il fut nommé en hommage à la nouvelle Shambleau, nouvelle de l'auteur américaine C. L. Moore parue en 1933 qui mêle fantastique et science-fiction.

## Compléments